# Charles Louis Gabriel de Conflans d'Armentières
Pour les autres membres de la famille, voir Maison de Brienne.
Pour les articles homonymes, voir Brienne, Conflans et Armentières (homonymie).
Charles Louis Gabriel de Conflans (Paris, 12 mars 1772 – Château de Rœulx (Nord) ou Château du Rœulx (Hainaut, Belgique), 24 décembre 1849), marquis d'Armentières, est un militaire et homme politique français des XVIIIe et XIXe siècles.

## Biographie
Charles Louis Gabriel de Conflans était issu d'une famille noble qui avait déjà fourni aux armées françaises plusieurs personnages distingués, entre autres les maréchaux de Conﬂans et d'Armentières.

Lui-même suivit, avec un moindre éclat, la carrière militaire. Colonel d'état-major et officier de la Légion d'honneur en 1823, il avait le grade de maréchal de camp, lorsque le ministère Villèle le comprit sur la liste des 76 pairs nommés par l'ordonnance royale du 5 novembre 1827.

« Trop jeune, dit une biographie, pour avoir pris part aux événements politiques de nos jours d'orages, M. de Conflans n'est connu que par sa promotion à la pairie. »

 Il n’appartint à la Chambre des pairs que jusqu'en 1830, et refusa de prêter serment au gouvernement de Louis-Philippe Ier.

## Récapitulatif

### Titres
- Seigneur de Pisany
- Marquis d'Armentières
- Pair de France :
  - 5 novembre 1827 -  juillet 1830,
  - Baron et pair héréditaire (sans majorat)[4]

### Décorations
- Chevalier du Saint-Esprit (sixième et dernière promotion : palais des Tuileries, le 31 mai 1830, jour de la Pentecôte)
- Officier de la Légion d'honneur (26 juillet 1823)[3]

### Armoiries
Les armes de Brienne, qui sont d'azur semé de billettes d'or, au lion du même, brochant sur le tout.,

## Ascendance & postérité
Fils né du second mariage (1770) de Louis de Conflans, marquis d'Armentières (1711-1774), maréchal de France et chevalier des ordres du Roi avec Marie-Charlotte de Saint-Nectaire (1750-1794), dame de Songeons, Charles Louis Gabriel de Conflans avait un frère consanguin, Louis Henri Gabriel (1735-1789), marquis d'Armentières.
- Il épousa, le 23 janvier 1790 à Paris, Amélie Gabrielle Josephine, princesse de Croÿ (Paris, 13 avril 1774 - Le Rœulx 16 janvier 1847), fille de Joseph Anne Maximilien de Croÿ d'Havré (1744-1839). De ce mariage est issue :
  - Amélie Constance Mélanie[7] (Bruxelles (Belgique), 18 juin 1802 - Florence (Toscane, Italie), 31 janvier 1833), marquise d'Armentières, mariée, le 12 mai 1823 (Le Rœulx), avec Eugène (Ier) (1804-1880), 8e prince de Ligne, dont :
    - Postérité